# Trimont
Trimont é uma cidade localizada no estado americano de Minnesota, no Condado de Martin.

## Demografia
Segundo o censo americano de 2000, a sua população era de 754 habitantes.
Em 2006, foi estimada uma população de 700, um decréscimo de 54 (-7.2%).

## Geografia
De acordo com o United States Census Bureau tem uma área de
2,0 km², dos quais 2,0 km² cobertos por terra e 0,0 km² cobertos por água. Trimont localiza-se a aproximadamente 372 m acima do nível do mar.

## Localidades na vizinhança
O diagrama seguinte representa as localidades num raio de 20 km ao redor de Trimont.